# Gyetorps naturreservat
Gyetorps naturreservat är ett naturreservat i Bromölla kommun i Skåne län.
Området är skyddat sedan 2020 och är 254 hektar stort. Det är beläget vid kusten sydost om Gualöv och består av strandängar, grunda havsvikar, kalkrika kärr och fuktängar